# Miguel Díaz-Canel
Miguel Mario Díaz-Canel Bermúdez (Santa Clara, 20 aprile 1960) è un politico e ingegnere cubano, Presidente di Cuba dal 10 ottobre 2019 ed ex Presidente del Consiglio di Stato e dei Ministri dal 19 aprile 2018 al 10 ottobre 2019.

## Biografia
Diaz-Canel è nato il 20 aprile 1960 a Santa Clara. Il padre Miguel era un operaio di un impianto industriale e la madre Aída un'insegnante. Si è laureato presso l'Università Centrale Marta Abreu di Las Villas, a Santa Clara, nel 1982, come ingegnere elettronico.
Successivamente, come in uso all'epoca, ha portato a termine la leva militare di tre anni nelle Forze Armate Rivoluzionarie Cubane. Terminata la leva, nell'aprile 1985, ha insegnato ingegneria presso la stessa Università Marta Abreu.
Tra il 1987 e il 1989 ha preso parte ad alcune missioni in Nicaragua organizzate dall'Unione dei Giovani Comunisti.
Ha avuto due figli, Jenny e Miguel, dalla prima moglie Marta Villanueva. Attualmente è sposato con Lis Cuesta, professoressa universitaria e funzionaria nel Ministero della Cultura.
Nel 2021 ha ottenuto un dottorato in Scienze Tecniche con la tesi Sistema di gestione del Governo basato su scienza e innovazione per lo sviluppo sostenibile a Cuba, presso l'Accademia delle Scienze di Cuba.

## Attività politica

### Inizi
Nel 1989, già delegato provinciale di Villa Clara dell'Unione dei Giovani Comunisti, divenne membro del Comitato Nazionale dell'organizzazione giovanile.
Nel 1991 divenne membro del Comitato Centrale del Partito Comunista.
Nel 1994 venne eletto Primo Segretario del Comitato Provinciale di Villa Clara. Durante il suo mandato si distinse, oltre che per l'efficienza, per l'acconsentimento all'apertura dello storico centro culturale "El Mejunje" di Santa Clara, che diffuse varie forme di arte e spettacolo fino ad allora viste freddamente dallo Stato, dal rock agli spettacoli drag. È stato il primo dirigente locale ad appoggiare con forza l'accoglienza e la solidarietà verso la diversità sessuale.
Nel 2003 venne eletto Primo Segretario del Comitato Provinciale di Holguin e membro dell'Ufficio Politico del Partito, su proposta di Raul Castro.

### Ministro dell'Istruzione e vicepresidente del Consiglio
Nel 2009 fu nominato Ministro dell'Istruzione Superiore.
Nel 2012, a incarico terminato, fu nominato vicepresidente del Consiglio dei Ministri, con delega a educazione, scienza, cultura e sport. Nel 2013 fu nominato vicepresidente del Consiglio di Stato e dei Ministri, succedendo allo storico dirigente José Ramón Machado Ventura, che al termine del suo incarico salutò «la promozione della nuova generazione».

### Presidente
Fu eletto Presidente del Consiglio di Stato e dei Ministri il 19 aprile 2018, con la IX Legislatura dell'Assemblea Nazionale di Cuba per il periodo 2018-2023. Fin da subito si fece carico di concretizzare il progetto da tempo discusso di una nuova costituzione per Cuba, entrando nella commissione redattrice.

#### La Nuova Costituzione
La Nuova Costituzione venne sottoposta al referendum popolare del 2019, ed entrò in vigore il 24 febbraio dello stesso anno. Con la nuova carta Cuba si definisce uno stato socialista di diritto, riconosce il Partito Comunista di Cuba come guida della società, e demarca l'aspirazione a costruire una società comunista, pur riconoscendo la proprietà privata come parte dell'economia, ma sostenendo la proprietà pubblica come modello principale.
Con la nuova carta costituzionale fu riformato l'apparato statale, con l'abolizione della carica del Presidente del Consiglio di Stato e dei Ministri e l'introduzione di quella del Presidente della Repubblica. In ottemperanza alla carta, Diaz-Canel fu eletto Presidente in ottobre dall'Assemblea Nazionale, con mandato di 5 anni e possibilità di essere rieletti solo una volta.

#### Il nuovo Codice della famiglia
Ha lavorato affinché lo stato modificasse il Codice della famiglia, con l'introduzione del matrimonio egualitario, l'adozione per le coppie omosessuali, l'accesso alle tecniche di procreazione medicalmente assistite e la gestazione per altri senza compenso, vagliato dalla maggioranza della popolazione cubana in occasione del referendum del 2022.

#### Informazione e media
Diaz-Canel ha richiesto una copertura più critica degli eventi nei media gestiti dallo Stato e un più ampio accesso a Internet per la popolazione.

#### Politica estera
Restano forti le tensioni con gli Stati Uniti, nonostante Cuba continui a chiedere la revoca dell'embargo nei suoi confronti, regolarmente approvata in sede ONU, ma mai attuata dal governo americano.
A livello regionale Diaz-Canel continua a perseguire lo sviluppo di relazioni amichevoli e di cooperazione con tutti i Paesi dell’America Latina e dei Caraibi e il sostegno ai progetti di integrazione regionale.
Sotto la sua presidenza si sono consolidati i rapporti con la Cina.
Pur professandosi ateo, in occasione dell'ottavo anniversario del pontificato di Francesco, espresse «soddisfazione per le sue posizioni in difesa della pace, della giustizia, della lotta contro l'emarginazione sociale e la povertà».

#### Diritti LGBT
Ha guidato riforme sociali a favore dei diritti LGBT, come la legalizzazione del matrimonio tra persone dello stesso sesso, la filiazione estesa e la maternità surrogata, facendo di Cuba il Paese più progressista dell'America Latina in questo ambito.